# NSWRL 1920
Die NSWRL 1920 war die dreizehnte Saison der New South Wales Rugby League Premiership, der ersten australischen Rugby-League-Meisterschaft. Den Titel gewannen die Balmain Tigers, die damit zum fünften Mal die NSWRL gewannen.
1920 nahm das erste Mal eine Mannschaft der University of Sydney teil, wodurch erstmals seit der ersten Saison 1908 wieder neun Mannschaften teilnahmen. Nach Ende der Saison sollte sich die Anzahl der Mannschaften allerdings aufgrund des Ausscheidens von Annandale wieder auf acht reduzieren.

## Tabelle
|     | Team                    | Spiele | Siege | Unent. | Ndlg. | Freilose | Spiel- punkte | Diff. | Tabellen- punkte |
| --- | ----------------------- | ------ | ----- | ------ | ----- | -------- | ------------- | ----- | ---------------- |
| 01. | Balmain Tigers          | 13     | 11    | 1      | 1     | 2        | 287:114       | + 173 | 27               |
| 02. | South Sydney Rabbitohs  | 13     | 8     | 0      | 5     | 2        | 258:149       | + 109 | 20               |
| 03. | Glebe                   | 13     | 8     | 0      | 5     | 2        | 268:166       | + 102 | 20               |
| 04. | Western Suburbs Magpies | 14     | 8     | 1      | 5     | 1        | 309:141       | + 168 | 19               |
| 05. | North Sydney Bears      | 13     | 7     | 0      | 6     | 2        | 237:151       | + 86  | 18               |
| 06. | Eastern Suburbs         | 14     | 8     | 0      | 6     | 1        | 254:175       | + 79  | 18               |
| 07. | Newtown Jets            | 14     | 8     | 0      | 6     | 1        | 208:203       | + 5   | 18               |
| 08. | Sydney University       | 13     | 1     | 0      | 12    | 2        | 101:498       | - 397 | 6                |
| 09. | Annandale               | 13     | 0     | 0      | 13    | 2        | 59:384        | - 325 | 4                |

- Ein Freilos zählte zwei Punkte.